# Pasco megye (Peru)
Pasco megye Peru egyik megyéje, az ország középső részén található. Székhelye Cerro de Pasco.

## Földrajz
Pasco megye Peru középső részén helyezkedik el. Két fő területre osztható: nyugaton mintegy 9000 km²-nyi magas hegyvidék, keleten közel 16 000 km² (szintén hegyes) vadon terül el. Legmagasabb pontja 4338 méter. Északon Huánuco, keleten Ucayali, délen Junín, nyugaton pedig Lima megyével határos.

### Tartományai
A megye 3 tartományra van osztva:
- Daniel Alcides Carrión
- Oxapampa
- Pasco

## Népesség
A megye népessége a közelmúltban folyamatosan növekedett:
| Év   | Lakosság |
| ---- | -------- |
| 1940 | 91 617   |
| 1961 | 140 426  |
| 1972 | 175 657  |
| 1981 | 211 918  |
| 1993 | 226 295  |
| 2007 | 280 449  |

## Képek

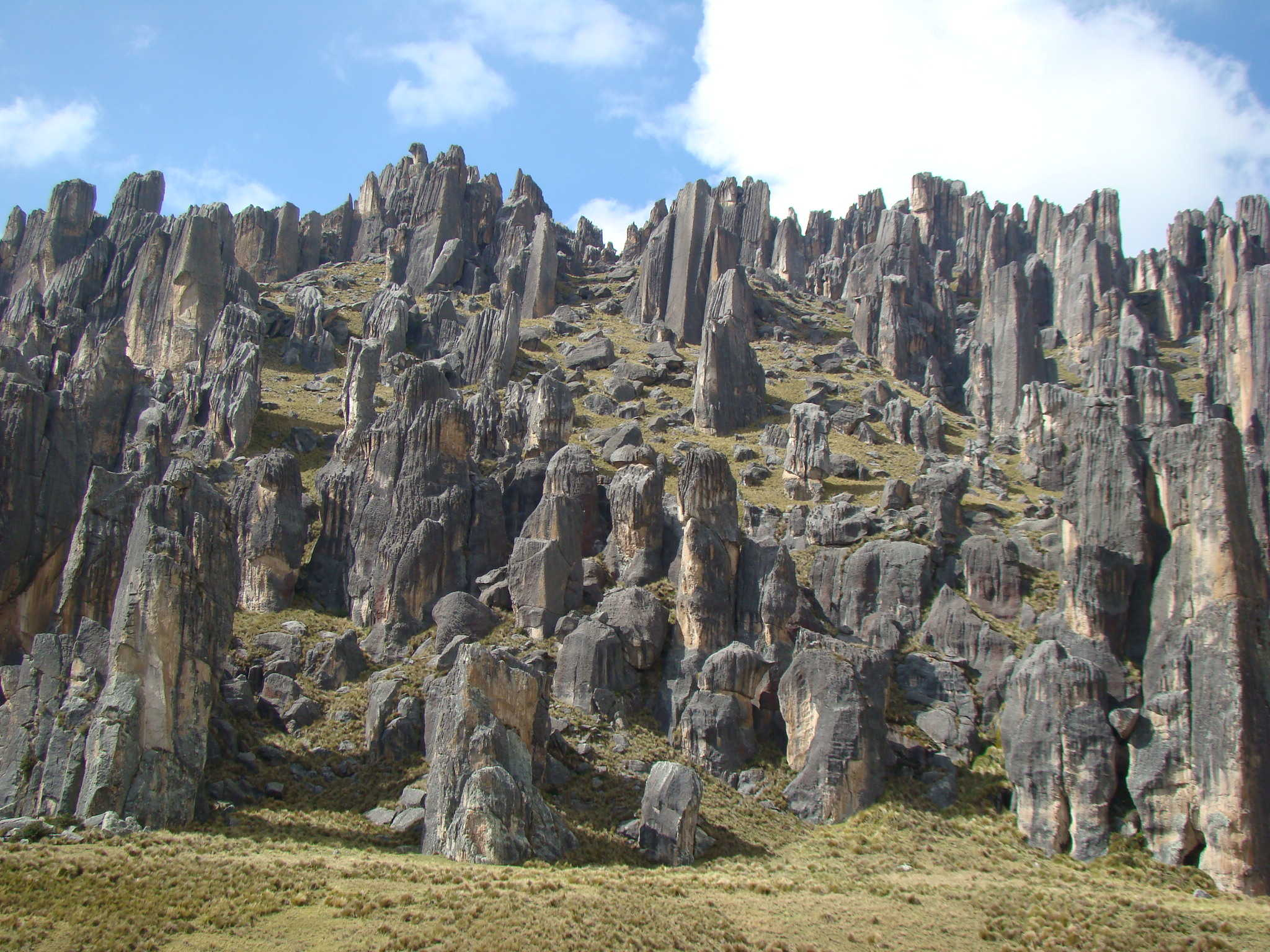
Kőerdő a Huayllayi Nemzeti Szentélyben
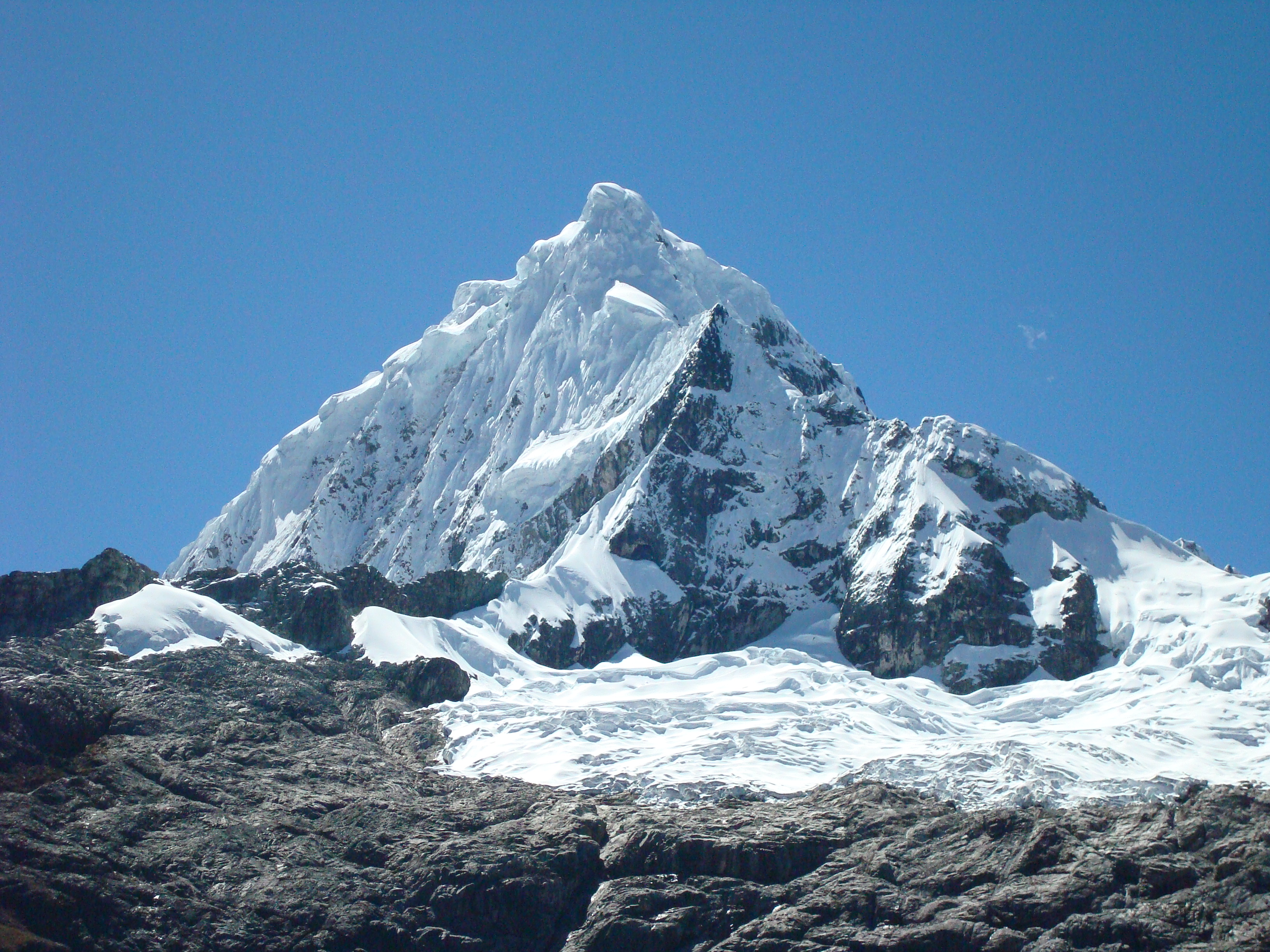
A Huaguruncho csúcs
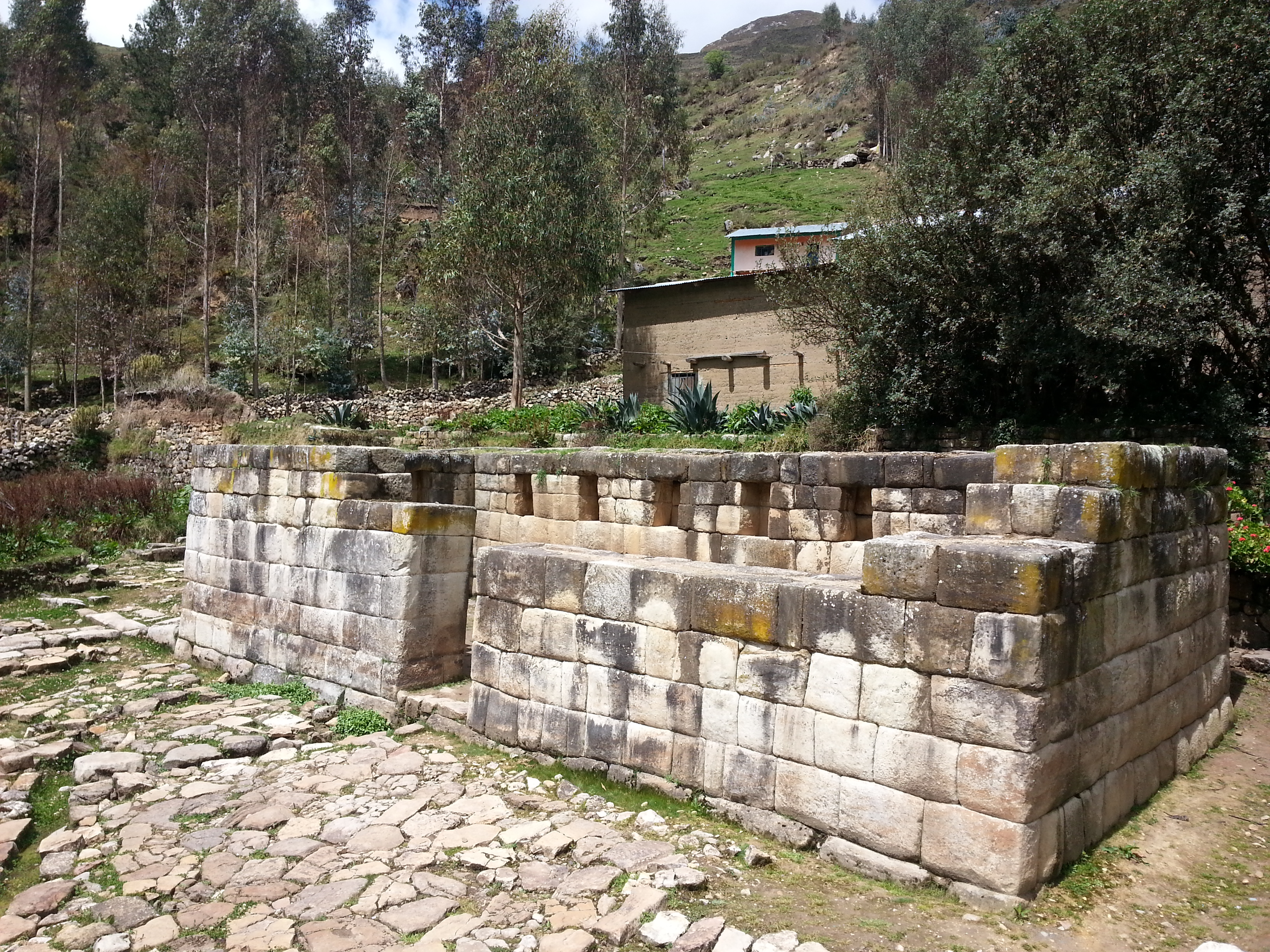
A Huarautambo régészeti lelőhely
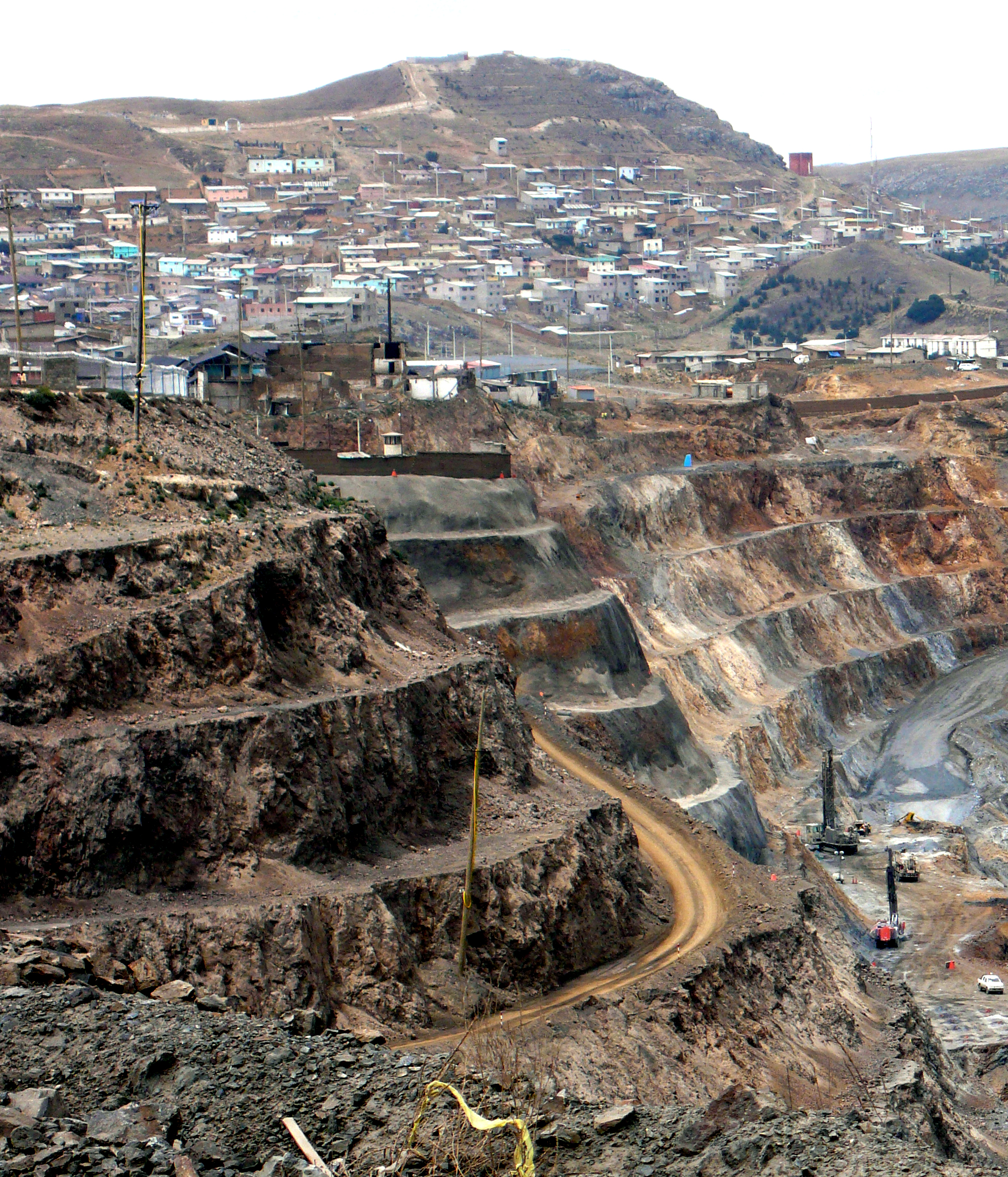
Bánya Cerro de Pasco városában